# Сісават
Сісават (кхмер. ព្រះបាទស៊ីសុវតិ្; 7 вересня 1840 — 9 серпня 1927) — король Камбоджі, який правив країною на початку XX століття.

## Життєпис
Був другим сином короля Анг Дуонга.
Після смерті батька Сісават вирушив до старої столиці, міста Удонг, щоб завадити своєму молодшому зведеному брату Сі Ватха узурпувати трон. Натомість його відкликали до Сіаму, щоб уможливити коронацію Нородома I, якого Сіам розглядав як зручного володаря. Сам Сісават став першим претендентом на престол.
1867 року Сісават залишив Бангкок, щоб підбурити в Камбоджі антифранцузьке повстання. Однак, уже невдовзі був змушений визнати французький протекторат.
Після смерті короля Нородома I успадкував престол. Після коронації (1906) Сісават відвідав Францію, де спочатку оглянув колоніальну виставку в Марселі, а потім його з пошаною приймали в Парижі.
Сісават усіляко підтримував французьку адміністрацію, зокрема під час Першої світової війни він набирав солдатів і робітників для французького війська.